# Вюнсдорф

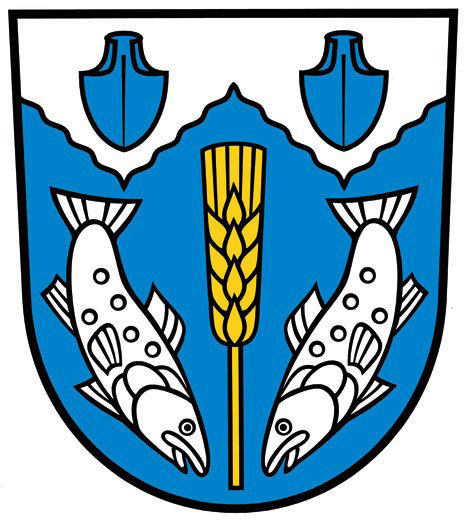
Герб Вюнсдорфа

Вю́нсдорф (нем. Wünsdorf) — район города Цоссена в Бранденбурге, ранее город.

## История
Во время Первой мировой войны на территории Вюнсдорфа был создан лагерь для размещения мусульманских военнопленных из колониальных войск британской и французской армий, получивший название «Лагерь полумесяца». В 1915 году была построена первая в Германии мечеть. В 1920-х годах она была снесена из-за плохого состояния здания.
В 1936—1945 годах в Вюнсдорфе размещалось Верховное командование сухопутных войск вермахта.
В 1945—1954 годах здесь находился штаб командования Группы советских оккупационных войск в Германии, с 1954 года — Группы советских войск в Германии (с 1989 года — Западной группы войск).
По окончании Второй мировой войны, с 1946 года и до вывода советских войск из Германии в 1994 году, здесь дислоцировались: управление и штаб главнокомандующего Группы советских оккупационных войск в Германии, с 1954 года — Группы советских войск в Германии (ГСВГ), с 1989 года — штаб ЗГВ и ряд боевых и вспомогательных частей. Рядом с 2700 немецкими жителями жило от 50 до 60 тысяч советских военных, а также члены семей офицеров и прапорщиков.
Для граждан ГДР территория Вюнсдорфа была закрыта.
В тот период территория Вюнсдорфа делилась на районы-«городки»: «Первый городок», «Второй городок», «Третий городок» и построенный в 1970—1980-е годы «Новый городок».
С 2003 года Вюнсдорф присоединён к Цоссену.

## Железнодорожное сообщение
Из города ходил регулярный пассажирский поезд до Москвы (№ 17 — № 18, «Москва — Вюнсдорф»), который прибывал на Белорусский вокзал в Москве. Ежедневное железнодорожное сообщение завершилось в августе 1994 года. Последний состав ушёл 8 сентября 1994 года, когда так называемый «рекультивационный батальон» покинул свои казармы в Вюнсдорфе и отправился в путь на родину.
Железнодорожные платформы в Вюнсдорфе изначально были построены для погрузки танков, и их высота составляла 1,1 метра. В качестве вокзала вначале служило здание старого грузового склада. В 1953 году над путями была возведена крыша, а 1 мая 1977 года состоялось торжественное открытие нового зала ожидания — «Русского вокзала». В 2010 году он был снесён.

## Население
По данным[каким?] на 31 декабря 2015 года, население района составляло 6202 человека.

## Галерея

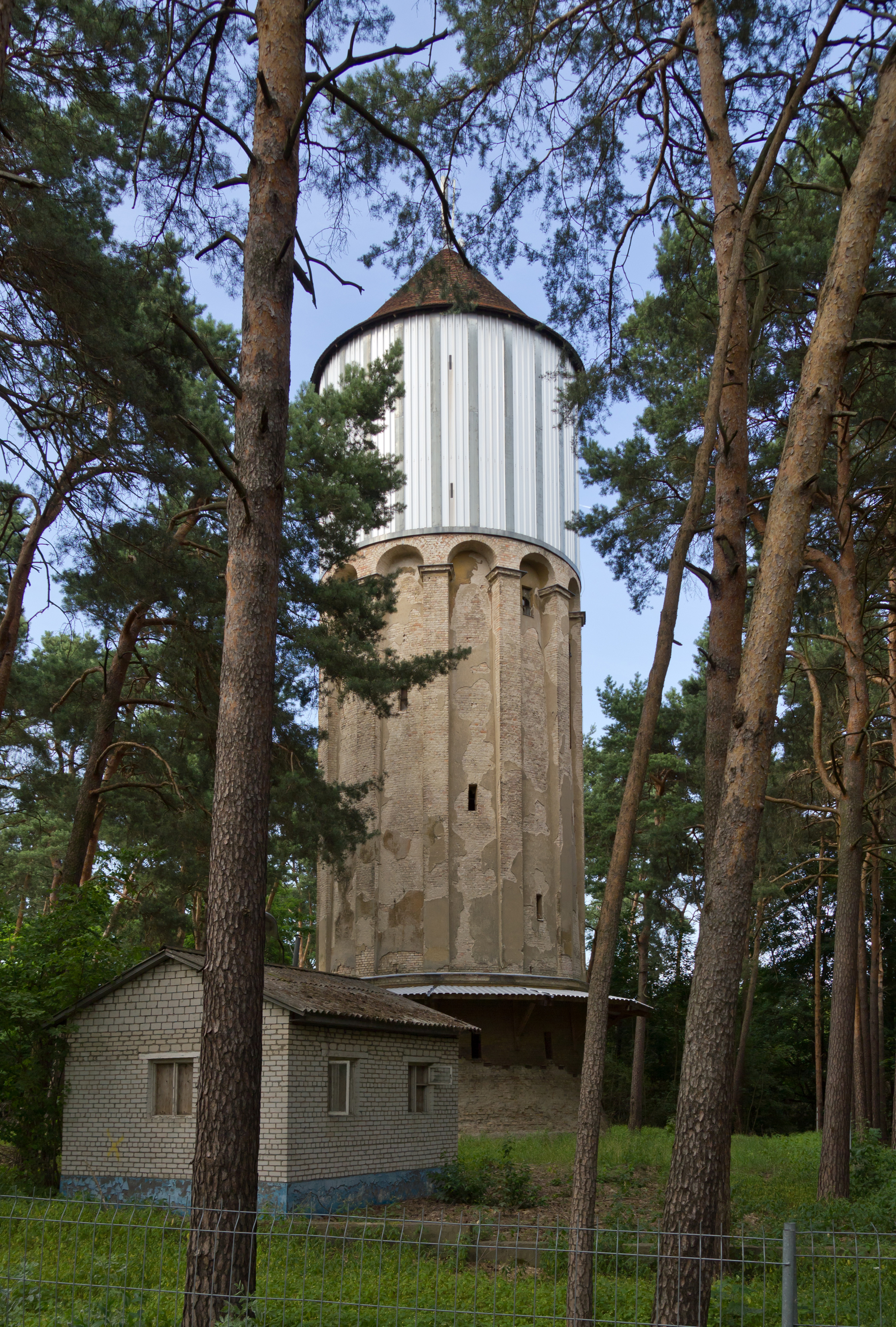
Водокачка на бывшей территории ЗГВ
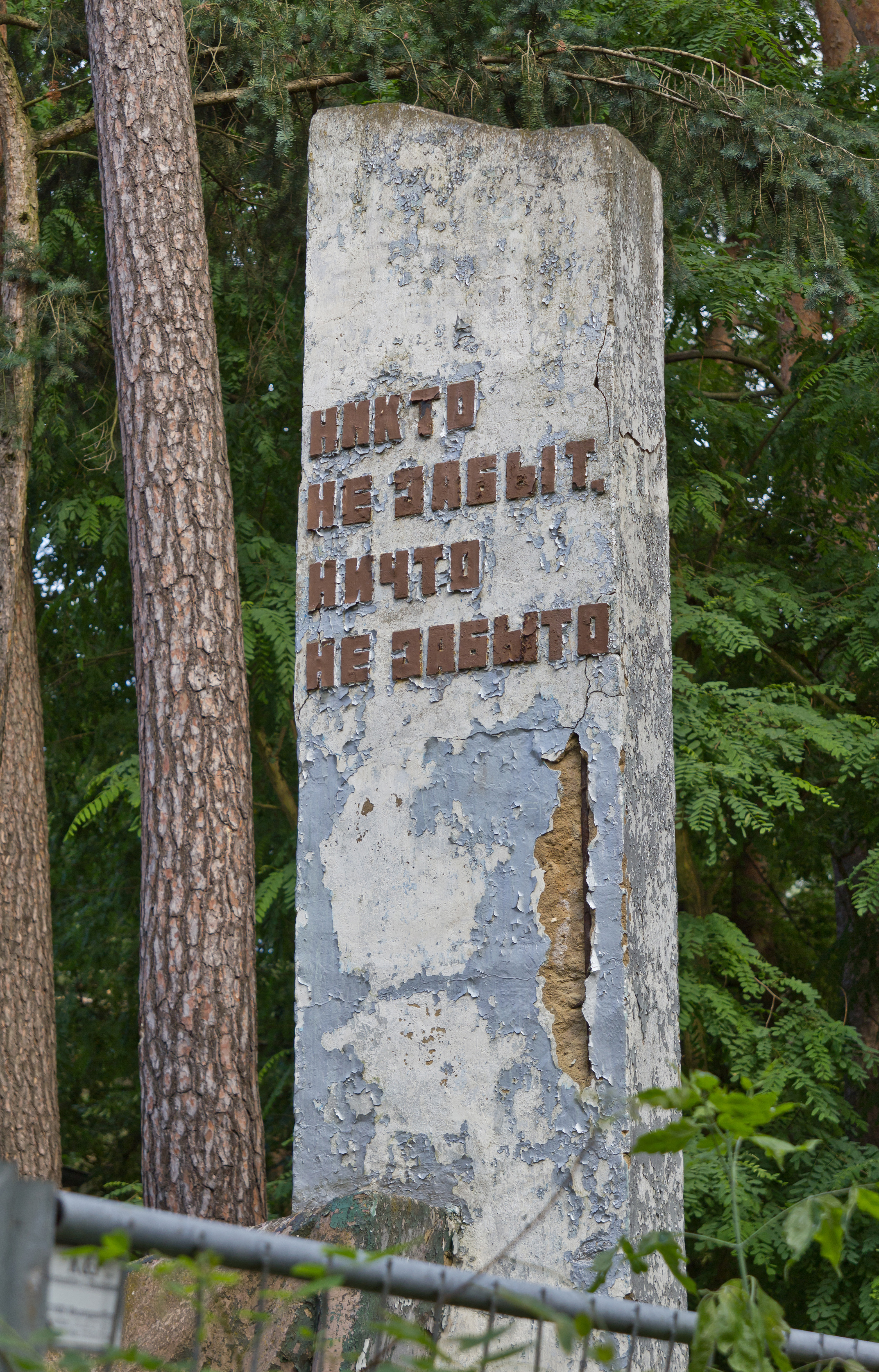
Монумент
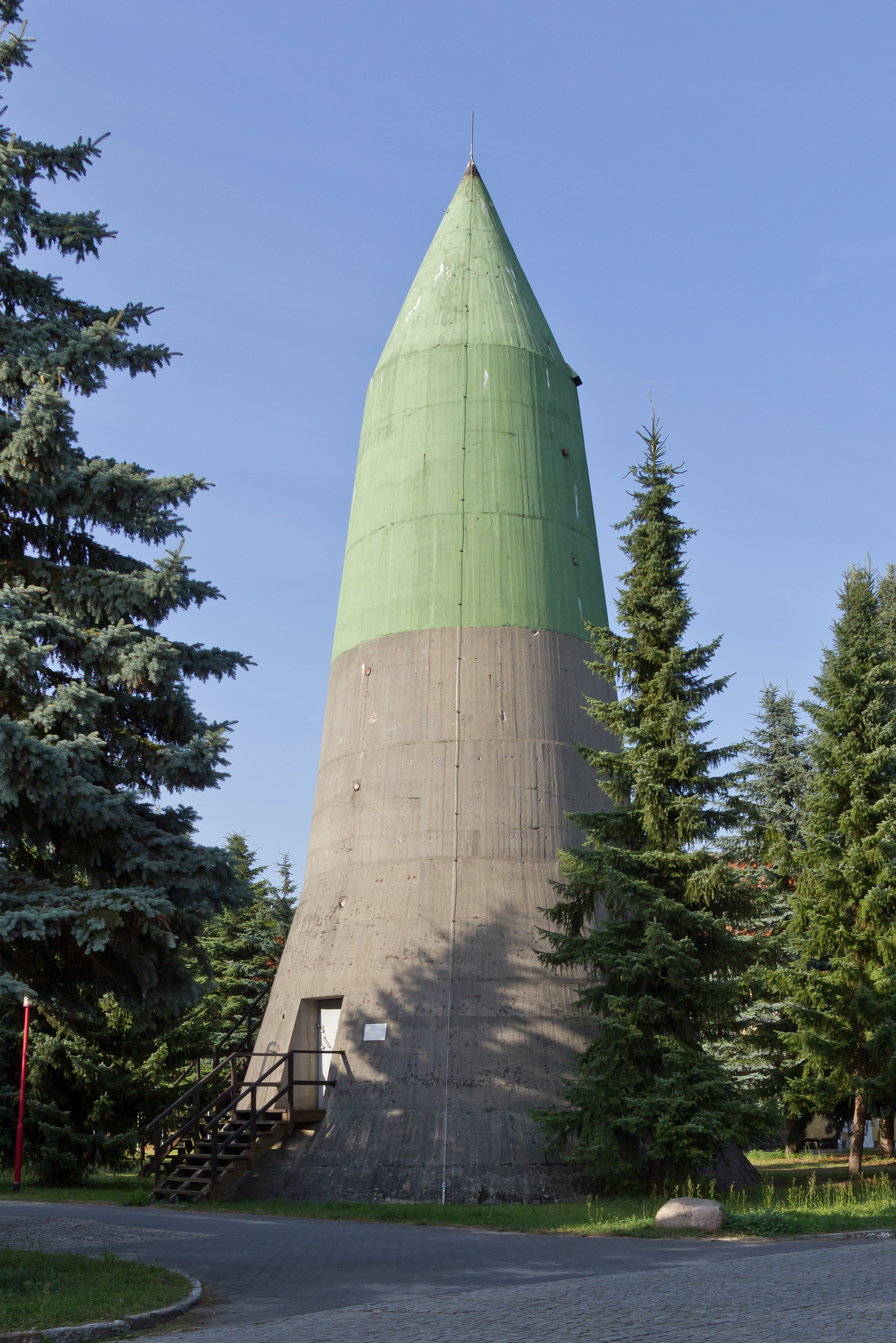
Бомбоубежище системы Винкеля, Тип 2.
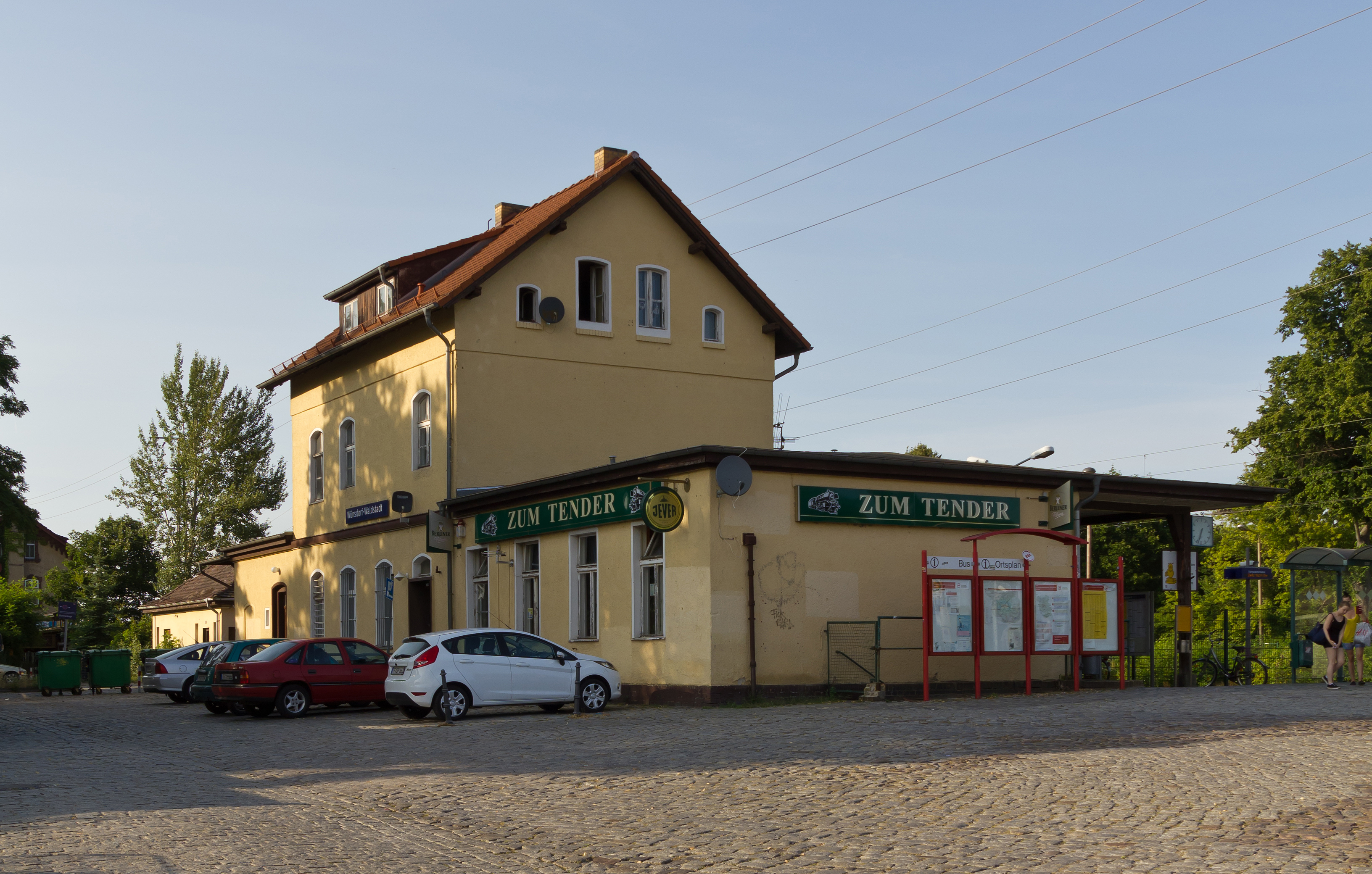
Вокзальное здание (современный вид)